# Clyde De Vinna
Clyde De Vinna (Sedalia, 13 luglio 1890 – Los Angeles, 26 luglio 1953) è stato un direttore della fotografia statunitense, vincitore del premio Oscar alla migliore fotografia nell'edizione dell'aprile 1930, per il film Ombre bianche. Fu attivo dal 1916 al 1953 in ambito cinematografico e televisivo, con oltre centocinquanta lavori in carriera.

## Biografia
Laureato all'Università dell'Arkansas, venne assunto nel 1915 come operatore di ripresa da Thomas H. Ince.

## Filmografia parziale
- I tre moschettieri (The Three Musketeers), regia di Charles Swickard (1916)
- Unfaithful, regia di Charles Miller e Thomas H. Ince (1918)
- Adele, regia di Wallace Worsley (1919)
- Il bandito solitario (The Law of the Range), regia di William Nigh (1928)
- Ombre bianche (White Shadows in the South Seas), regia di W. S. Van Dyke (1928)
- Lo sciopero delle mogli (Politics), regia di Charles Reisner (1931)
- Fiamme sul mare (Shipmates), regia di Harry A. Pollard (1931)
- Trader Horn, regia di W. S. Van Dyke (1931)
- Tarzan l'uomo scimmia (Tarzan the Ape Man), regia di W. S. Van Dyke (1932)
- Eskimo, regia di W. S. Van Dyke (1933)
- L'isola del tesoro (Treasure Island), regia di Victor Fleming (1934)
- Tarzan e la compagna (Tarzan and His Mate), regia di Cedric Gibbons (1934)
- Il tesoro del fiume (Old Hutch), regia di J. Walter Ruben (1936)
- La grande città (Big City), regia di Frank Borzage (1937)
- Cuori umani (Of Human Hearts), regia di Clarence Brown (1938)
- Rotta sui Caraibi (Ship Ahoy), regia di Edward Buzzell (1942)
- Abbandonata in viaggio di nozze (Family Honeymoon), regia di Claude Binyon (1948)

## Premi e riconoscimenti
- Premio Oscar - Aprile 1930

Migliore fotografia per Ombre bianche (White Shadows in the South Seas)